# Sarbanissa kiriakoffi
Sarbanissa kiriakoffi är en fjärilsart som beskrevs av Kobes 1985. Sarbanissa kiriakoffi ingår i släktet Sarbanissa och familjen nattflyn. Inga underarter finns listade.